# Сандра Ромејн
Сандра Ромејн (рум. Sandra Romain; Темишвар, 26. март 1978) румунска је порно глумица. Она је сестра Алис Ромејн (енг. Alice Romain) која је такође порно глумица.

## Каријера
Каријеру глумице у индустрији филмова за одрасле је почела 2001. у Европи, где је највише снимала у Мађарској, а затим августа 2005, преселила се у САД. Позната је по снимању сцена дупле аналне пенетрације у порно филмовима. Дана 13. јануара 2007. Сандра је освојила четири награде на 24. додели АВН награда, одржаном у Лас Вегасу. Почетком 2008, вратила се у Румунију, где има мужа. До 2013. се појавила у преко 600 филмова за одрасле. У својим филмским остварењима глумила је заједно са многим великим звездама филмова за одрасле попут Џијане Мајклс (енг. Gianna Michaels), Саше Греј (енг. Sasha Grey), Беладоне (енг. Belladonna) и многих других.

## Награде
АВН награда
- 2006
  - Best Sex Scene In a Foreign Shot Production – Euro Domination[6]
- 2007
  - Best Anal Sex Scene – Film – Manhunters[7]
  - Best Group Sex Scene – Video – a 12-person group scene in Fashionistas Safado: The Challenge[7]
  - Best Sex Scene in a Foreign-Shot Production – Outnumbered 4[7]
  - Best Three-Way Sex Scene – Fuck Slaves[7]

## Изабрана филмографија
- Munching Muff (2012)
- Top Wet Girls 12 (2012)
- Top Wet Girls 11 (2011)
- Best Of Lesbian Ass Licking 3 (2011)
- Fox Holes 2 (2010)
- Asses of Face Destruction 8 (2010)
- Hellfire Sex 15 (2009)
- MILFS vs Teens (2008)
- Bitchcraft 2 & 3 (2008)
- Evil Pink 3 (2007)
- Racial Violations (2007)
- Hustler's Aphrodisiac (2006)
- The American Ream (2006)
- Ass Attack 03 (2006)
- Bodacious Booty (2006)
- Slutty & Sluttier (2006)
- Cash & Carey (2006)
- Hardcore D.P. (2006)
- Freak On a Leash (2006)
- Magic Sticks In White Tricks (2006)
- Manhunters (2006)
- Mary Carey On The Rise (2006)
- Obedience School (2006)
- Obsession 1 & 2 (2006)
- Out Numbered 2 & 4 (2006)
- Round Butt Sluts (2006)
- Dirrty 5 (2006)
- Fuck Slaves (2006)
- Fashionistas Safado: The Challenge (2006)
- Anal Extremes 1 (2005)
- Assault That Ass 08 (2005)
- Cunt Gushers 1 (2005)